# Renneval
Renneval ist eine französische Gemeinde mit 127 Einwohnern (Stand 1. Januar 2022) im Département Aisne in der Region Hauts-de-France (vor 2016 Picardie). Sie gehört zum Arrondissement Vervins, zum Kanton Vervins und zum Gemeindeverband Portes de la Thiérache.

## Geographie
Die Gemeinde Renneval liegt im Südosten der Landschaft Thiérache, 17 Kilometer südöstlich von Vervins. Nachbargemeinden von Renneval sind Morgny-en-Thiérache im Nordosten, Sainte-Geneviève im Osten, Vincy-Reuil-et-Magny im Südosten und Süden, Chaourse im Südwesten, Vigneux-Hocquet im Westen sowie Dagny-Lambercy im Nordwesten.

## Geschichte
Die Gemeinde wurde am 1. Januar 2017 durch Erlass der Präfektur aus dem Arrondissement Laon in das Arrondissement Vervins eingegliedert.

### Bevölkerungsentwicklung
| Jahr      | 1962 | 1968 | 1975 | 1982 | 1990 | 1999 | 2006 | 2012 | 2022 |
| Einwohner | 219  | 184  | 181  | 161  | 163  | 133  | 131  | 134  | 127  |

## Sehenswürdigkeiten
- Kirche Notre-Dame, Monument historique seit 1927[1]
- Schloss mit Backsteinfassade
- Wasserturm

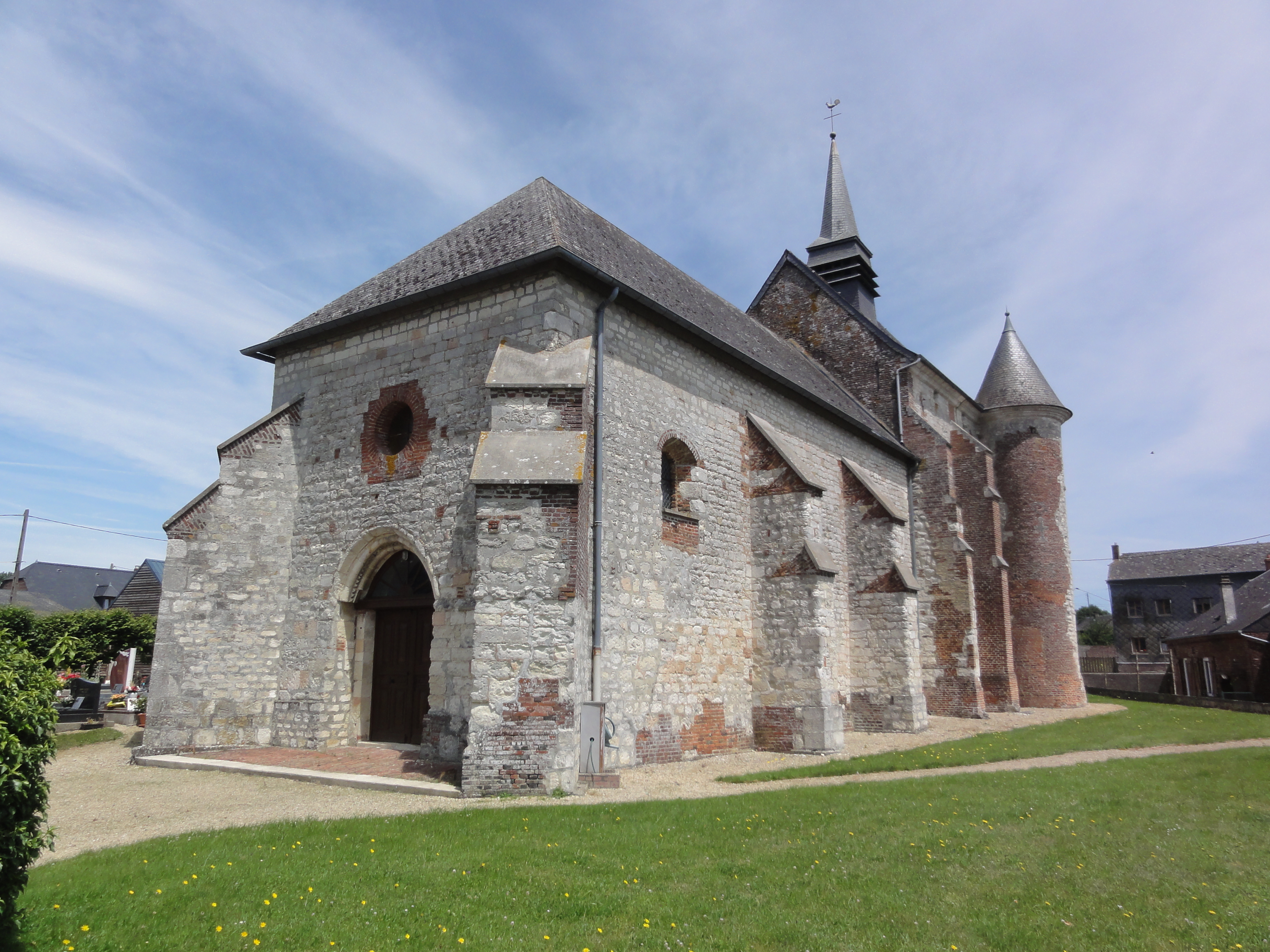
Kirche Notre-Dame
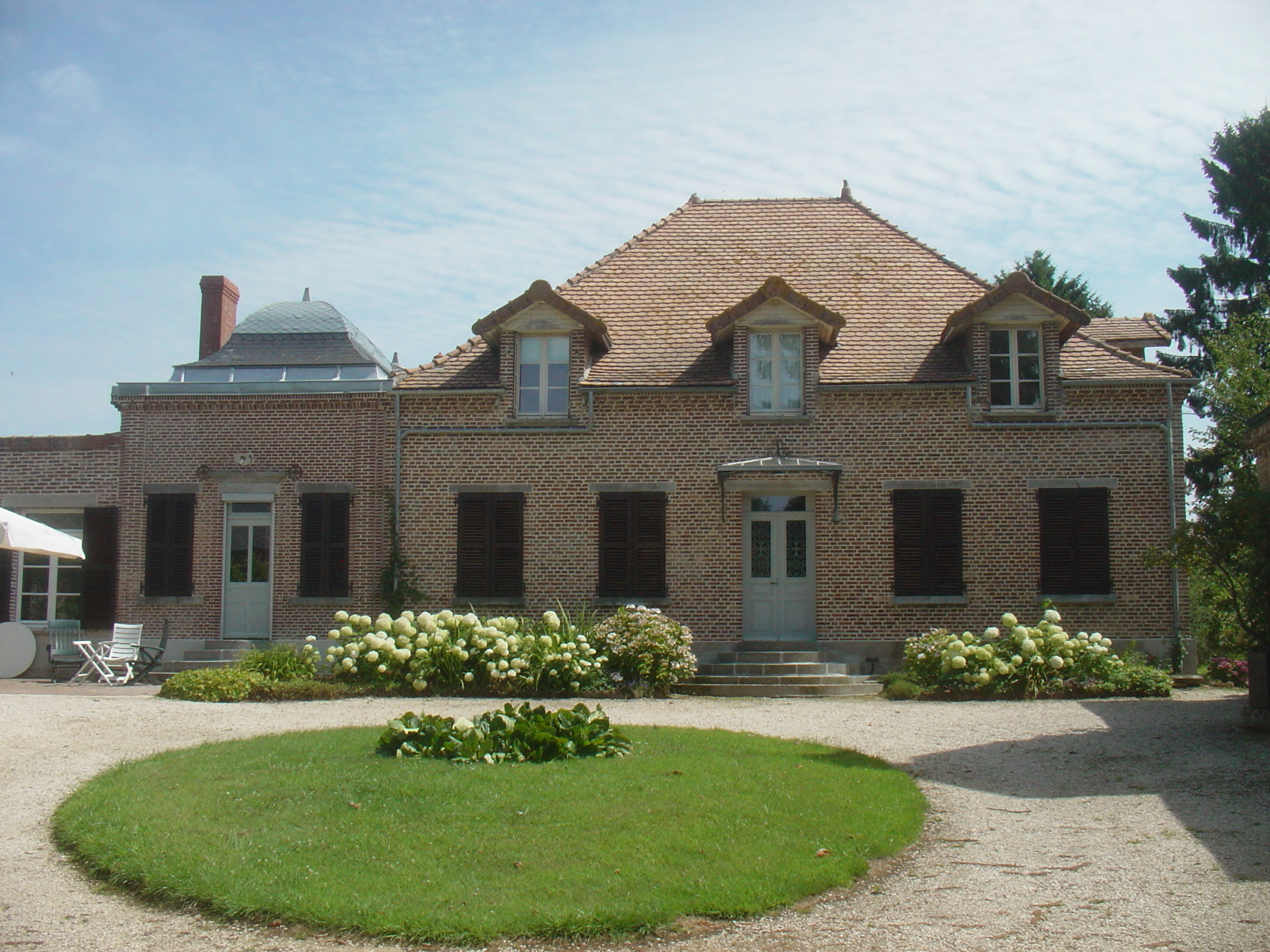
Schloss mit Backsteinfassade
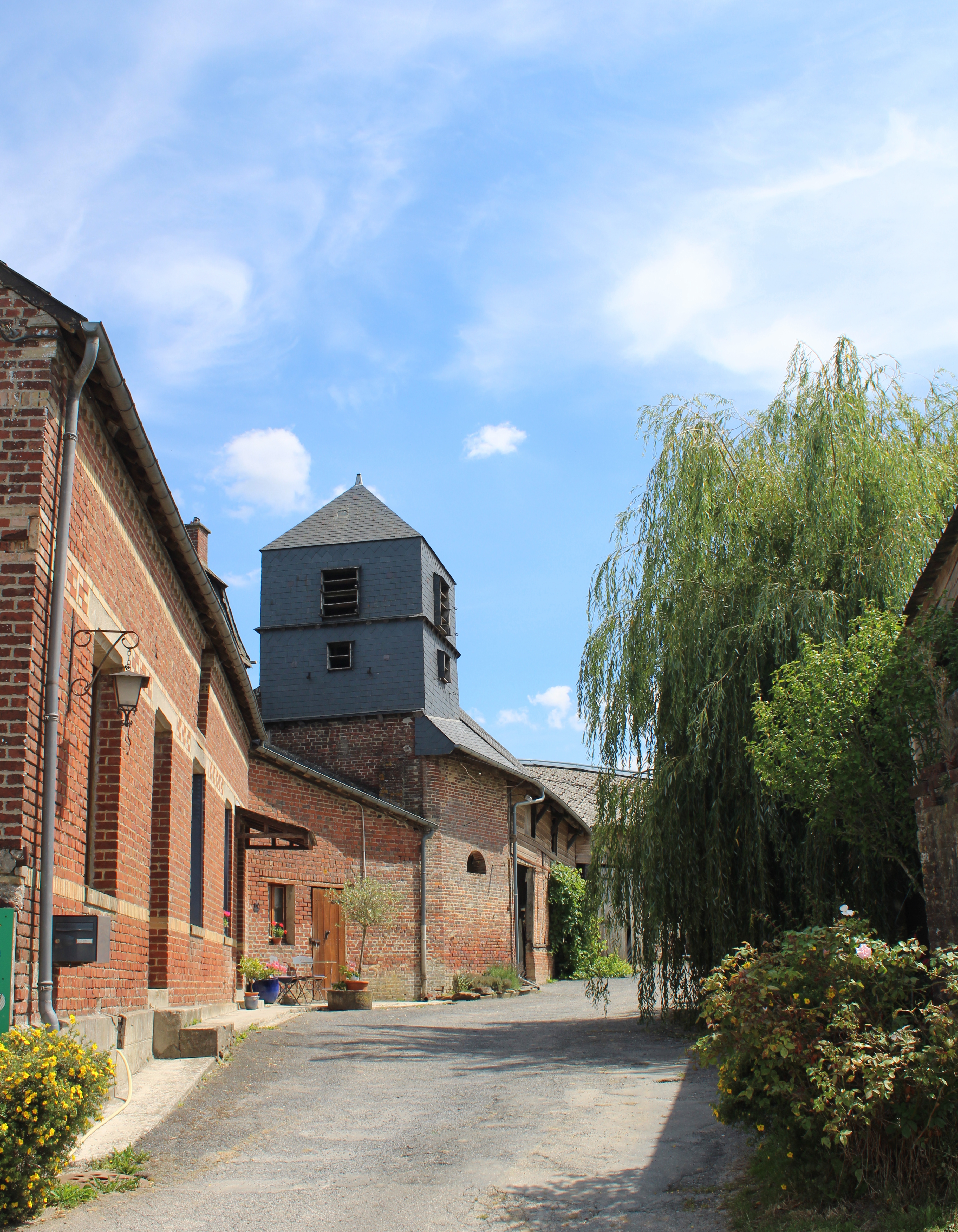
Taubenturm
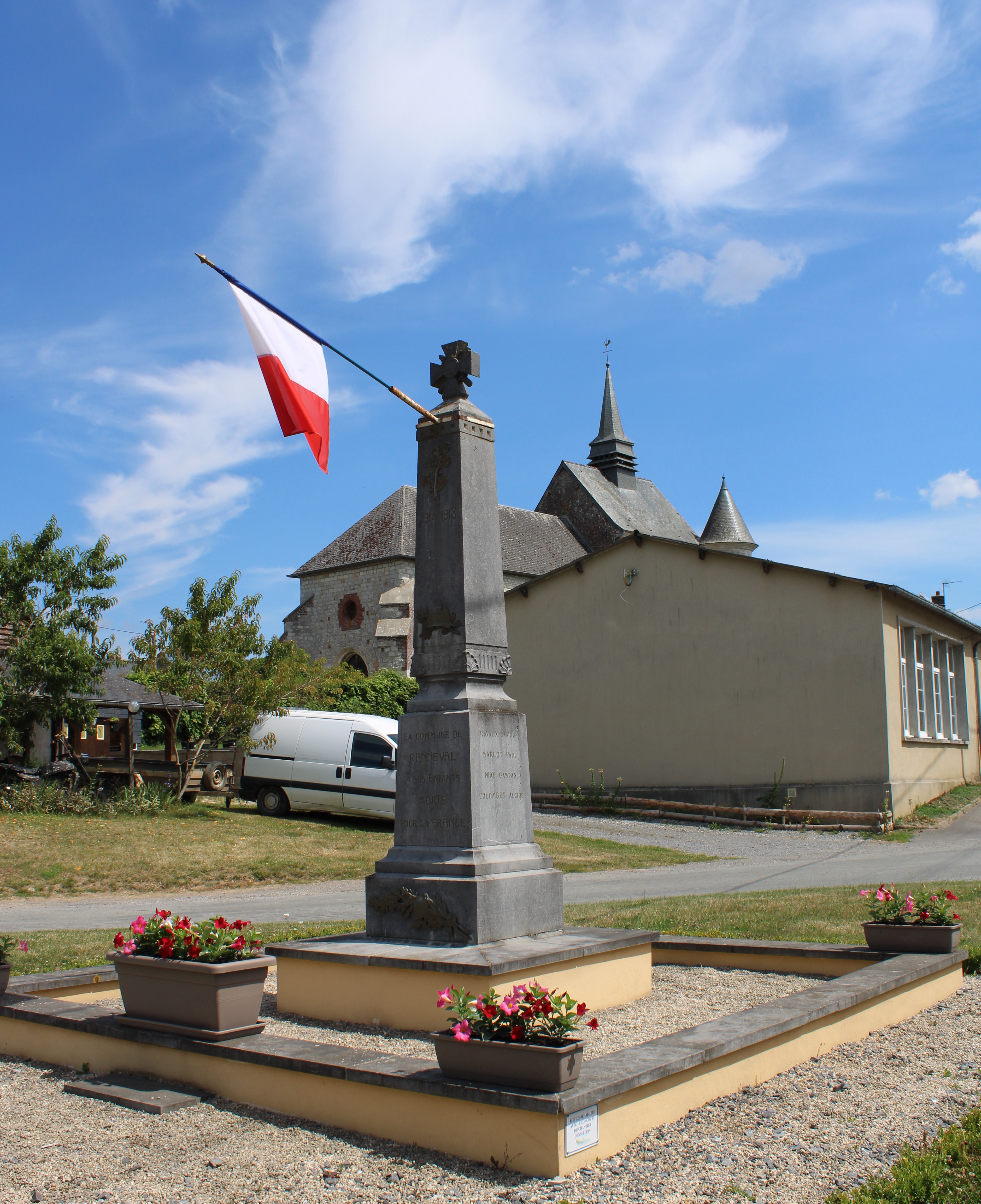
Gefallenendenkmal